# Pierre Van Reyschoot
Pierre Van Reyschoot (Belgium, Kelet-Flandria, Gent, 1906. december 9. – 1966.) belga jégkorongozó, olimpikon.
Az 1928. évi téli olimpiai játékokon játszott a jégkorongtornán a belga csapatban, mint csapatkapitány. Az A csoportba kerültek. Az első mérkőzésen kikaptak a britektől 7–3-ra, majd 3–2-re győztek a magyar válogatott ellen. Az utolsó csoport mérkőzésükön legyőzték a franciákat 3–1-re. A csoportból csak az első helyezett brit csapat jutott tovább. A belga csapat a második lett. Összesítésben az 5. A 3 mérkőzésen 3 gólt ütött, minden csapatnak 1-et.
Az 1936. évi téli olimpiai játékokon visszatért a jégkorongtornára a belga csapatban és ismét csapatkapitány volt. Az C csoportba kerültek. Az első mérkőzésen kikaptak a magyar válogatottól 11–2-ra, majd szintén kikaptak 5–0-ra a csehszlovák válogatottól. Az utolsó csoport mérkőzésükön is kikaptak a franciáktól 4–2-re. Összesítésben az utolsó előtti, 14. lettek. A 3 mérkőzésen 2 gólt ütött.
Három jégkorong-világbajnokság játszott (1933, 1934, 1935) és mindegyiken csapatkapitány volt, valamint az edző is. Az 1930-as jégkorong-világbajnokságon a válogatott edzője volt.
Klubcsapata a antwerpeni CPA volt.
Testvére, Jacques Van Reyschoot is jégkorongozó volt és ő is részt vett az 1928-as téli olimpián.